# 喬伊·伊芙琳·哈梅爾
喬伊·伊芙琳·哈梅爾（英語：Joye Evelyn Hummel，1924年4月4日—2021年4月5日）是美國漫畫作家，以身為代筆者而聞名，1944年至1977年間，她代筆撰寫了超過七十篇《神力女超人》的漫畫故事。
哈梅爾自19歲起擔任漫畫打字員，在威廉·莫爾頓·馬斯頓生病後，她負責代筆撰寫故事，直到三年後，馬斯頓過世，她才停止創作。她的貢獻長期以來鮮為人知，直到2014年她接受《神力女超人秘史》一書的採訪後，才被大眾所知曉。

## 早年生活
1924年4月4日，哈梅爾生於紐約長島，她是獨生女，雙親是連鎖雜貨店的經理。她在紐約弗里波特讀高中，之後在米德爾伯里學院就讀，一年後，為了陪伴與父親離婚的母親，她從大學輟學。

## 職業生涯
哈梅爾就讀於曼哈頓的吉布斯學院，在1944年三月之後畢業。在此期間，她在《神力女超人》的聯合作者威廉·莫爾頓·馬斯頓教授的心理學課程中有著出色表現。她在一份作業中所寫的報告打動了馬斯頓，讓馬斯頓給出了執教以來的最高分。兩人在紐約哈佛俱樂部茶敘之後，馬斯頓便聘用她擔任工作室助理。在當時，哈梅爾從沒讀過漫畫書，更遑論《神力女超人》了。她一開始的工作只是負責打字，後來代筆寫了超過七十篇故事，每篇報酬是50美金。
馬斯頓患有小兒麻痺症，隨著他逐漸病入膏肓，哈梅爾便接手他的工作。她寫的第一個故事題為《維納斯的有翼少女》（英語：Winged Maidens of Venus），刊登於1945年春天出版的《神力女超人》第12期。在往後的三年間，她持續撰寫神力女超人的故事，而該角色也大獲成功。1947年，哈梅爾結了婚並度完蜜月，在該年的年末，她便停止創作《神力女超人》的故事。檯面上的原因是她希望能花更多心力來照顧女兒，而多年以後她接受採訪時才透露實情。其原因在於，後來新的漫畫作家在馬斯頓過世之後，消除了很多過去馬斯頓在漫畫裡呈現出來的女權主義議題，而她對此感到不滿。她表示「即使我沒有因為我的新女兒而離開，如果我被告知必須將神力女超人改成一個具有男性思想的和行動方式的女超人，我也會走人」。幾年後，她重新回到職場，擔任證券經紀人。

### 被後世認可
哈梅爾是第一位為《神力女超人》撰寫故事的女性。但在當時，世人皆不知其名，因為所有當時出版的漫畫在作者欄都標註「查爾斯·莫爾頓」，此為馬斯頓的筆名。直到2014年，哈梅爾接受吉爾·勒波雷為了撰寫《神力女超人秘史》所做的採訪，才使此事曝光。在此之後，史密森尼學會聯絡了哈梅爾，哈梅爾將個人保留的檔案，包括自己所撰寫的《神力女超人》故事捐給該學會，約有兩個文件夾的分量。她也因此和打算紀錄漫畫史的馬克·艾瓦尼取得聯繫。2018年，哈梅爾以貴賓身分受邀出席聖地牙哥國際漫畫展，並獲得該年度的比爾·芬格傑出漫畫作家獎。

## 個人生活
哈梅爾有過兩段婚姻，1947年，她與第一任丈夫David W. Murchison結婚，育有兩子，她的丈夫在2000年過世。兩年後，哈梅爾嫁給Jack Kelly，婚後改名為Joye Murchison Kelly。哈梅爾的晚年都在佛羅里達州度過。
在哈梅爾97歲生日的隔天，即2021年4月5日，哈梅爾在佛州溫特黑文的家中辭世。